# 7398 Walsh
7398 Walsh è un asteroide della fascia principale. Scoperto nel 1986, presenta un'orbita caratterizzata da un semiasse maggiore pari a 2,1936919 UA e da un'eccentricità di 0,0351921, inclinata di 4,87373° rispetto all'eclittica.